# Ooid

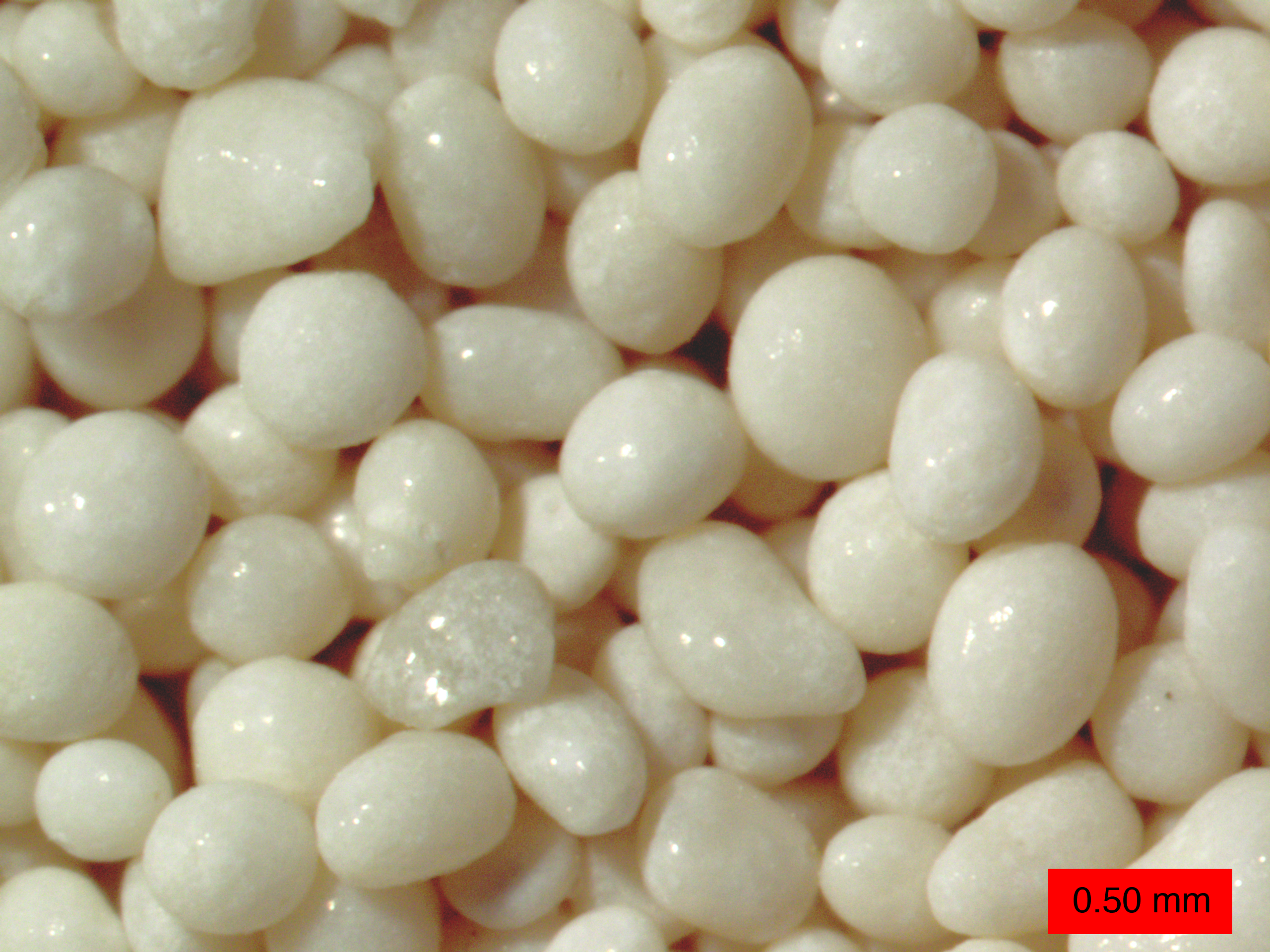
Ooider från en strand på Joulter's Cay i Bahamas

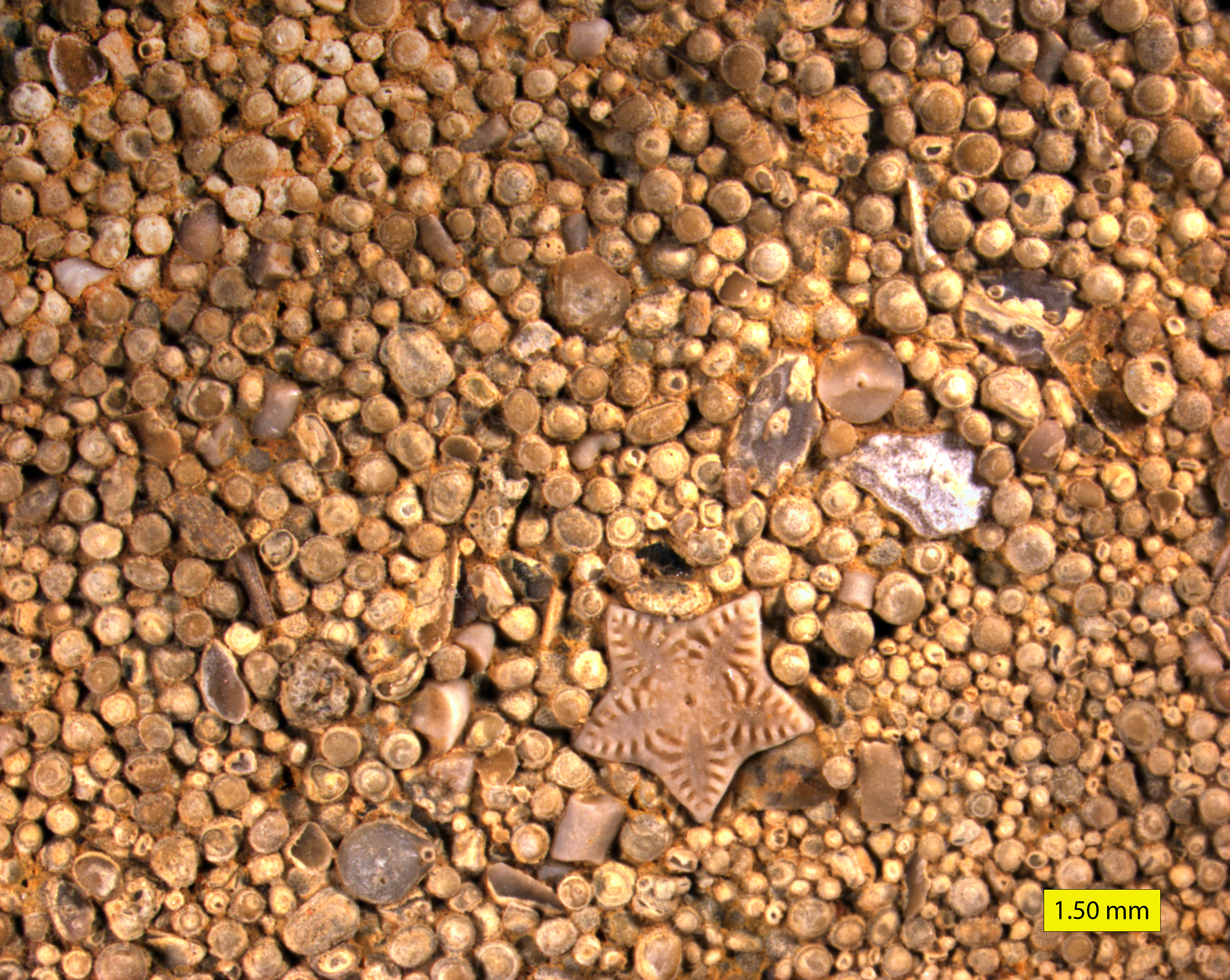
Oolit

Ooider är små kulformade karbonatkorn med en diameter på upp till 2 mm som består av koncentriska lager kring en kärna. Färgen på ooiderna är vit till gulaktig. Ooiderna har blivit till genom att små partiklar  som rullat runt i ett kalkrikt grundhav successivt blivit påbyggda med flera skal.
Oolit även kallad romsten är en typ av kalksten bildad av ooider.
Pisoider räknas ibland som en typ av ooid men pisoider brukar sakna kärna och är större än 2 mm. En bergart som liknar oolit kallas pisolit eller ärtsten och består av pisoider.